# Динамічне оновлення програмного забезпечення
Динамічне оновлення програмного забезпечення(ДОПЗ) (англ. Dynamic Software Updating) або (англ. DSU) — це поле для дослідження котре відноситься до оновлення ПЗ поки воно запущене, без перезавантаження чи зупинки роботи. На даний час ДОПЗ не широко розповсюджений, але дослідники розробили багато систем і технік для її імплементації. Ksplice це найвідоміша ДОПЗ система на даний час.
Сучасні операційні системи і мови програмування майже завжди проектуються без можливості ДОПЗ.

## Існуючі ДОПЗ системи

### Ksplice
Це спеціалізована ДОПЗ система котра націлена лише на ядро Linux. Дане програмне забезпечення дозволяє застосувати патч на працююче ядро операційної системи без перезавантаження. Програмне забезпечення підтримує оновлення котре не призводить до значних змін у структурі ядра. Дана технологія була розроблена компанією Ksplice, Inc. і придбана компанією Oracle 21 липня 2011 року.

### kGraft
Це спеціалізована ДОПЗ система для ядра операційної системи Linux. На відміну від інших систем не потребує зупинки операційної системи для встановлення патчу. Проект розроблювався у дослідницькому відділі SUSE Labs та був представлений компанією SUSE 28 березня 2014 року.

### Erlang
Мова Erlang має вбудовану підтримує ДОПЗ. Для імплементації ДОПЗ код завантажується і керується наче модуль, так зване гаряче завантаження коду (англ. Hot Code Loading).